# 桜井 (島本町)
桜井（さくらい）は、大阪府三島郡島本町にある地名。2025年現在の行政地名は大字桜井と桜井一丁目から桜井五丁目。

## 地理
島本町の南端部に位置する。大字桜井は、東は桜井3・4丁目と桜井台、北は大字広瀬、北東は若山台、西は高槻市成合、南西は同市上牧に接する。
町域はさらに、北東に百山、広瀬5丁目、東に水無瀬1丁目、青葉1・3丁目、南に高槻市神内と接する。

## 歴史

### 地名の由来
地名は延暦年間に円満法親王が当地に居住し、桜井御所と称したことにちなむという。

### 沿革
- 平安期 - 鎌倉期、荘園名として桜井庄の名がみえる。
- 1336年（延元元年）、楠木正成・正行父子が桜井の別れをした地と伝わる。
- 江戸期 - 摂津国島上郡に桜井村が所在。元和元年（1615年）から高槻藩領。
- 1871年（明治4年）、大阪府の所属となる。
- 1889年（明治22年）、町村制の施行により、島本村の大字となる。
- 1896年（明治29年）、郡の統廃合により、三島郡の所属となる。
- 1971年（昭和46年）、大字広瀬・大字桜井の各一部より桜井1丁目成立。1973年から1 - 5丁目[5]。
- 1987年（昭和62年）、大字桜井の一部より、桜井台成立。

## 世帯数と人口
2025年（令和7年）7月1日現在の世帯数と人口は以下の通りである。
| 丁目       | 世帯数    | 人口    |
| ---------- | --------- | ------- |
| 大字桜井   | 10世帯    | 27人    |
| 桜井一丁目 | 197世帯   | 356人   |
| 桜井二丁目 | 382世帯   | 968人   |
| 桜井三丁目 | 118世帯   | 297人   |
| 桜井四丁目 | 218世帯   | 498人   |
| 桜井五丁目 | 219世帯   | 512人   |
| 計         | 1,144世帯 | 2,658人 |

### 人口の変遷
国勢調査による人口の推移。
桜井（合算）
| 1995年（平成7年）  | 1,679人 | [ 6 ]  |  |
| 2000年（平成12年） | 1,601人 | [ 7 ]  |  |
| 2005年（平成17年） | 1,540人 | [ 8 ]  |  |
| 2010年（平成22年） | 1,604人 | [ 9 ]  |  |
| 2015年（平成27年） | 1,458人 | [ 10 ] |  |
| 2020年（令和2年）  | 1,506人 | [ 11 ] |  |

### 世帯数の変遷
国勢調査による世帯数の推移。
桜井（合算）
| 1995年（平成7年）  | 569世帯 | [ 6 ]  |  |
| 2000年（平成12年） | 584世帯 | [ 7 ]  |  |
| 2005年（平成17年） | 596世帯 | [ 8 ]  |  |
| 2010年（平成22年） | 596世帯 | [ 9 ]  |  |
| 2015年（平成27年） | 600世帯 | [ 10 ] |  |
| 2020年（令和2年）  | 629世帯 | [ 11 ] |  |

## 学区
町立小・中学校に通う場合、学区は以下の通りとなる。
| 丁目       | 番/番地等 | 小学校             | 中学校             |
| ---------- | --------- | ------------------ | ------------------ |
| 桜井一丁目 | 1 - 3番   | 島本町立第三小学校 | 島本町立第二中学校 |
| 桜井一丁目 | 4 - 13番  | 島本町立第三小学校 | 島本町立第一中学校 |
| 桜井二丁目 | 全域      | 島本町立第三小学校 | 島本町立第二中学校 |
| 桜井三丁目 | 全域      | 島本町立第三小学校 | 島本町立第二中学校 |
| 桜井四丁目 | 全域      | 島本町立第三小学校 | 島本町立第二中学校 |
| 桜井五丁目 | 1 - 15番  | 島本町立第三小学校 | 島本町立第二中学校 |
| 桜井五丁目 | 16 - 30番 | 島本町立第三小学校 | 島本町立第一中学校 |
| 大字桜井   | 全域      | 島本町立第三小学校 | 島本町立第二中学校 |

## 事業所
2021年（令和3年）現在の経済センサス調査による事業所数と従業員数は以下の通りである。
| 丁目       | 事業所数 | 従業員数 |
| ---------- | -------- | -------- |
| 桜井一丁目 | 14事業所 | 90人     |
| 桜井二丁目 | 17事業所 | 379人    |
| 桜井三丁目 | 12事業所 | 1,272人  |
| 桜井四丁目 | 5事業所  | 14人     |
| 桜井五丁目 | 6事業所  | 12人     |
| 大字桜井   | 1事業所  | 20人     |
| 計         | 55事業所 | 1,787人  |

## 交通

### 鉄道
- JR京都線 - 島本駅

### バス
2025年6月現在
- 阪急バス[14]
JR島本駅 - 桜井口 - 島本町役場前

### 道路
- 名神高速道路

## 施設
- 島本町役場
- 島本町ふれあいセンター
  - 島本町立図書館
- 島本町立体育館
- 島本町立第三小学校
- 島本町立歴史文化資料館
- 宝幢寺
- 地蔵院
- 宝城庵
- 桜井駅跡

## 郵便
- 郵便番号：618-0022[3]（集配局：山崎郵便局[15]）。

## ギャラリー

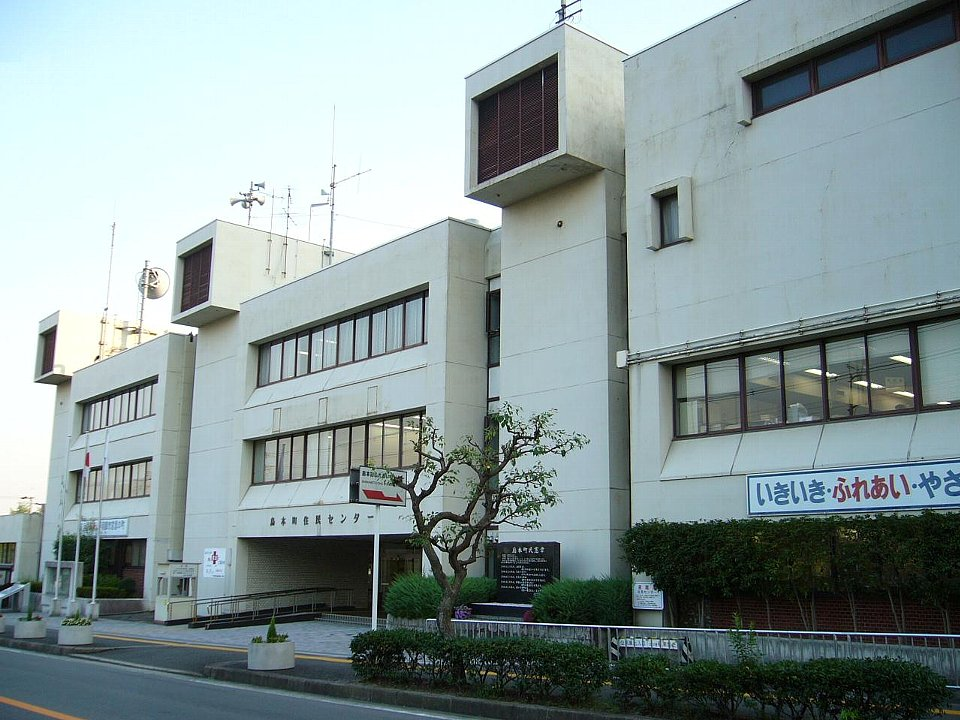
島本町役場
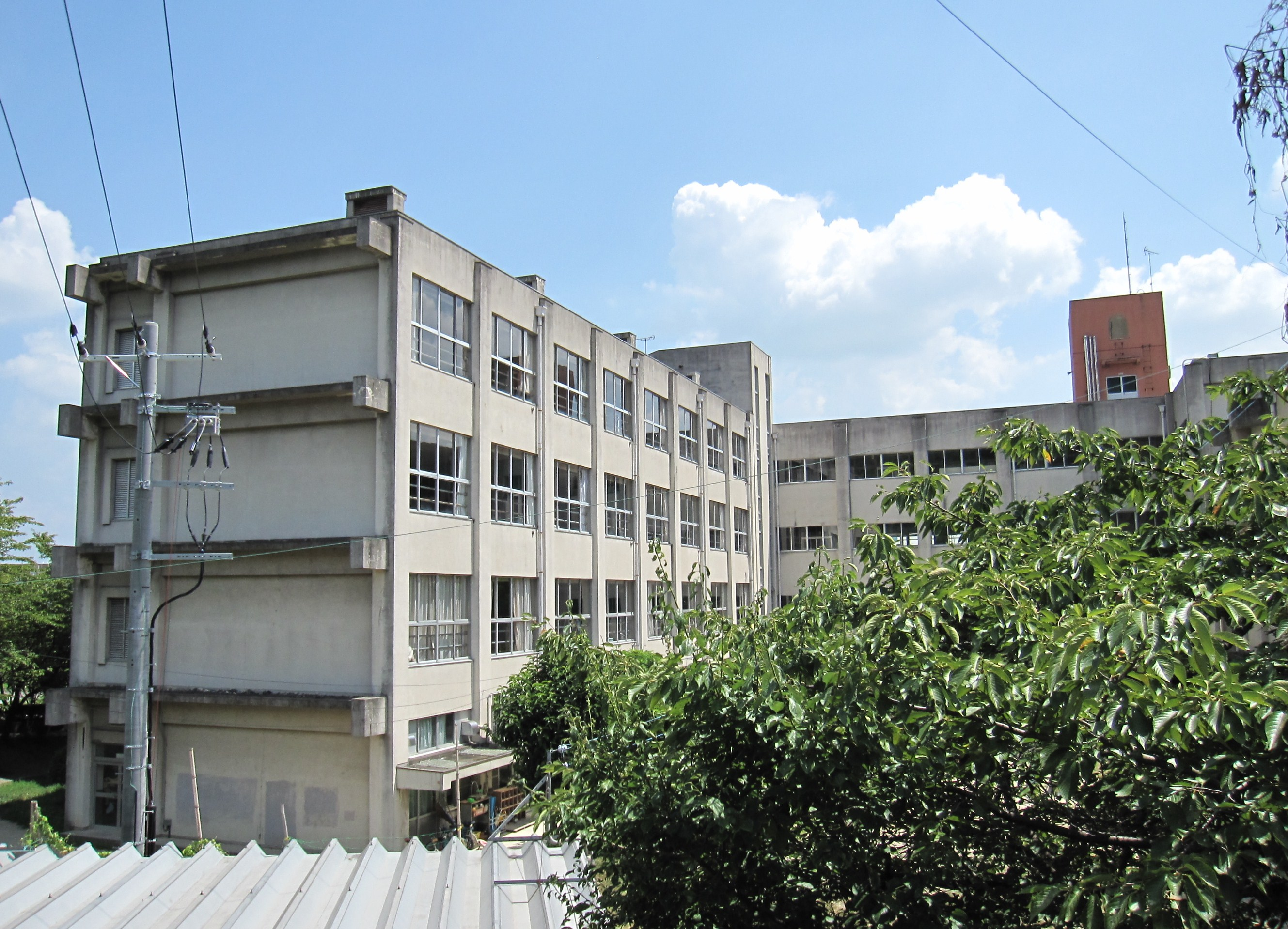
島本町立第三小学校
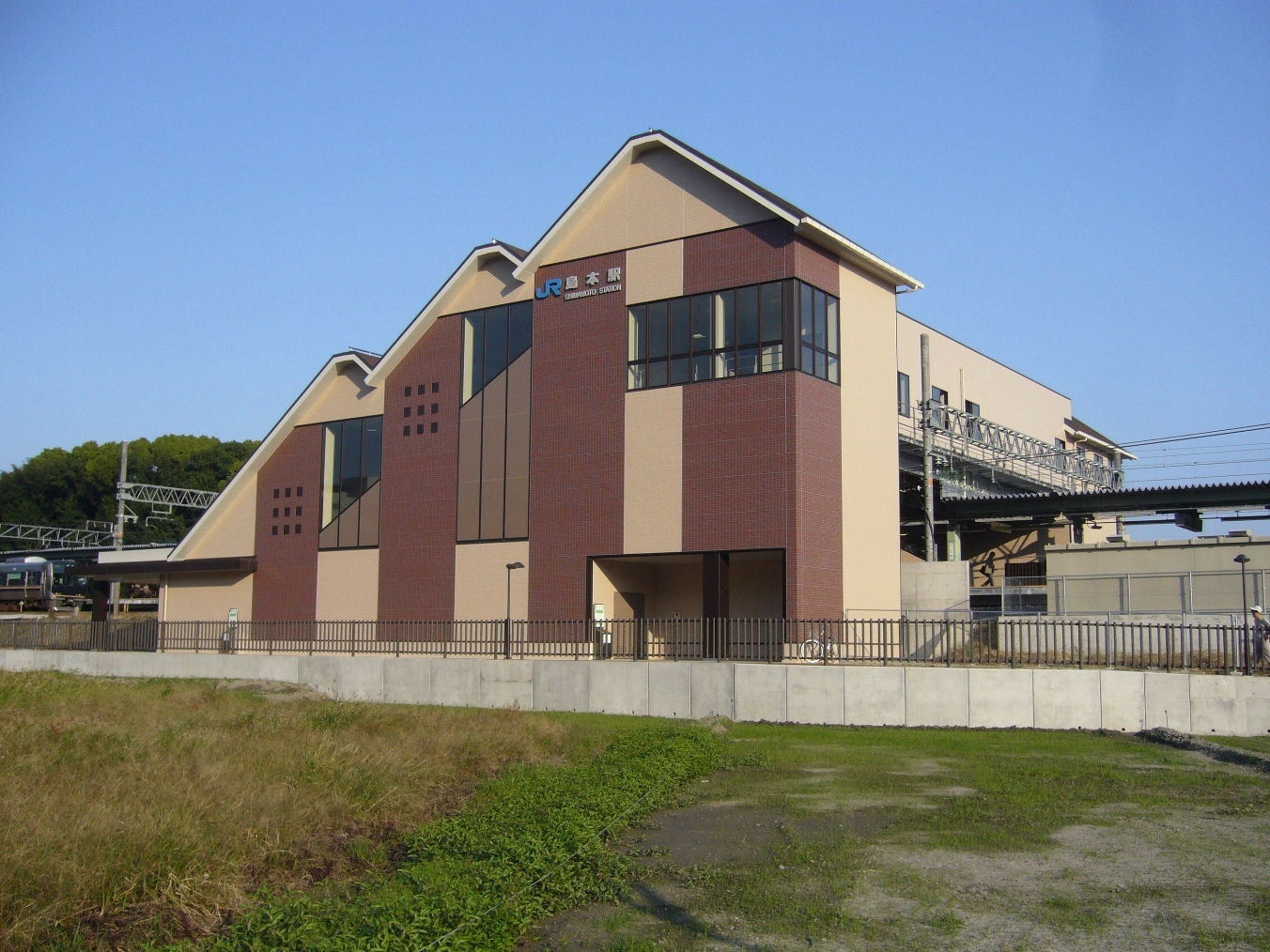
JR島本駅